# Борислав Благојевић
Борислав Т. Благојевић (Ваљево, 5/18. фебруар 1911 — Београд, 29. децембар 1985) био је друштвено-политички радник СР Србије, правник, професор и декан Правног факултета Универзитета у Београду и ректор Универзитета у Београду.

## Биографија
Рођен је фебруара 1911. године у Ваљеву, од оца Тиосава, хотелијера и мајке Љубице. Завршио је основну школу и гимназију у Ваљеву, а затим Правни факултет Универзитета у Београду, 1933. године. На истом факултету је 4. јуна 1934. одбранио докторску дисертацију „Уговори по пристанку — Формални уговори“. У периоду од октобра 1934. до маја 1937. био је на специјализацији у Француској и Аустрији.
Универзитетску каријеру је почео као асистент на Правном факултету у Београду (1933), затим је био доцент (од 1938) и ванредни професор (од 1940) на Правном факултету у Суботици. По завршетку Другог светског рата, универзитетску каријеру је наставио на Правном факултету у Београду, где је био ванредни, а затим редовни професор од 1951. године. Декан Правног факултета био је у периоду од 1950. до 1956. Ректор Универзитета у Београду био је од 1956. до 1963. године.
Био је дописни члан Југословенске академије знаности и умјетности (ЈАЗУ) са седиштем у Загребу. Био је члан Научног друштва Србије (НДС). Основао је Институт за упоредно право, који је почео са радом 1. јануара 1956. и коме је био први и дугогодишњи директор, до 1978. године. Био је оснивач и први директор Библиографског института Југославије, у периоду од 1950. до 1961. био је главни уредник „Библиографије Југославије“. Био је народни посланик у Скупштини СР Србије. Од 1971. до 1973. је био судија Уставног суда Југославије.
Био је редовни члан Међународне академије за упоредно право у Хагу. Био је почасни доктор Универзитета у Познању (Пољска) и Универзитета у Клермон Ферану (Француска).
Објавио је преко двеста научних радова, међу којима и уџбенике и монографије, међу којима су: „Систем извршног поступка“, „Римско право (посебни део)“, „Грађанскоправни облигациони уговори“, „Међународно приватно право“, „Наследно право“, „Начела приватног процесног права“, „Правни положај и правни послови државних привредних предузећа“, „Наука о држављанству“, „Уговори по пристанку“, „Уговори о научноистраживачком раду“.
Одликован је Орденом заслуга за народ са златном звездом и Орденом рада са црвеном заставом.
Умро је 29. децембра 1985. године у Београду, и сахрањен је на Новом гробљу у Београду.